# 吳越春秋
《吳越春秋》是東漢時期的著作，為稗官雜記體之別史。東漢趙曄撰，唐皇甫遵删定，共有十卷。
《吳越春秋》敘述春秋時期吳、越二國之間的三十多次戰事。前半部分叙述吴国史事，起于吴太伯，迄于夫差；后半部分叙述越国史事，记越国自无余以至勾践称霸及其后人。文辭豐蔚富饒，頗似小說家言。在四庫全書中為史部記載類。《吴越春秋》中有着很多谶纬思想，學者韩兆琦认为此书的“缺点是存在浓厚的阴阳五行观念，对伍子胥、文种等人的描写浸染了迷信色彩”。
現今較佳的點校本有今人周生春撰《吳越春秋輯校匯考》，並附有異文及佚文。注釋本較佳有張覺校注《吳越春秋》（簡體字版有貴州人民出版社，嶽麓書社。繁體字版有臺灣古籍出版社）、黃仁生注譯《新譯吳越春秋》（三民書局出版）。

## 卷目
- 卷一 吳太伯傳

- 卷二 吳王壽夢傳

- 卷三 王僚使公子光傳

- 卷四 闔閭內傳

- 卷五 夫差內傳

- 卷六 越王無余外傳

- 卷七 勾踐入臣外傳

- 卷八 勾踐歸國外傳

- 卷九 勾踐陰謀外傳

- 卷十 勾踐伐吳外傳

## 外部連結
- 《吳越春秋》電子全文（页面存档备份，存于） - 中國哲學書電子化計劃